# エレシュキガル
エレシュキガル (Ereshkigal) は、メソポタミア神話に登場する冥界の女神。名前はアッカド語で「冥界の女王」を意味し、「日没するところの女王」とも称される。冥界神の祭儀の中心地である「クター （Cuthah）」を主な信仰地とし、クタの守護女神を任されていた。
一般的にはシュメール名である「エレシュキガル」と呼ばれるが、他のシュメール名ではニンキガル、またアッカド名では「アルラトゥ」と読まれることもある一方で、神話によっては「イルカルラ」や「ベリリ」であるなど、名前の表記が様々である。

## 親族
エレシュキガルは天空神であるアヌ、もしくは大気神のエンリルを父に持つとされ、イシュタル（シュメールのイナンナ）の姉に当たる。姉妹はそれぞれ、死と生という対極の属性を司ることから対立関係にあり、仲は良くない。配偶神は後代において、疫病と死を司る冥界神ネルガルをいただくようになるが、古来は「天の牛」もしくは「アヌの凶暴な牛」を意味する「グガルアンナ」を配偶者としていた。

## 神性
エレシュキガルは60の病気で人を殺すという疫病神且つ冥界の首相ナムタルと、書記のベーレット・セリ、そして「死者を裁く7人の裁判官」を従え冥界に君臨するが、外界へ出ることは許されておらず、世間との交渉が望まれた際にはナムタルを遣えさせていた。冥界という暗い世界で抑圧された生活を送っていたために、その性格は短気でねじ曲がったものとなったようだが、神話世界のエレシュキガルと現実世界のエレシュキガルは少し程度が違っており、クタにおいて彼女は厚い信仰の対象となっていた。クタに設けられたエレシュキガルの神殿は「大いなる町（冥界）の家」と呼ばれ、人々は疫病に見舞われないようエレシュキガルに祈りを捧げていたという。
ただしシュメール・アッカドにおける祭儀や神事の執り行いとは、他の宗教に見られるような神々との合一や愛を得るためではなく、あくまで神への奉仕、神の暮らしを良くするためのものだった。古代メソポタミアの創世神話にあるように、人間たちは所詮、神々の労働を肩代わりする存在でしかなかったからである。

### 冥界での暮らし
詳細は「古代メソポタミアの冥界」を参照
エレシュキガルが支配する冥界とは、シュメール語の言語「KUR NU GI A（クル ヌ ギ ア）」（アッカド語で読むと「irusitu la tari」）を直訳した、「戻ることのない土地」または「不帰の国」である。冥界はエアが司る潤った領域アプスーの下（もしくは西方の彼方）に「クル（冥界）」があると信じられ、そこへ辿り着くには7つの門とシュメール版「三途の川」に当たる「人を食う河（フブル川）」を、「渡し船の人」の導きによって向かう所だと考えられていた。そんな冥界での暮らしはと言えば、『ギルガメシュ叙事詩』や後述の『イシュタル / イナンナの冥界下り』における描写からして、食物は粘土で埃が御馳走、住む者たちは翼のようなものが付いた着物を着て、暗く乾燥した世界で光を見ることもないという酷い世界だったようである。
シュメール神話においても冥界は水の下（淡水であるアプスー神の水の下、または「大地の甘い水の下」）にあり、乾燥した塵ばかりの場所だと説明されている。エレシュキガルはそこを支配する「死の女主人」とされているが、アヌの娘であるにもかかわらず自国である冥界に神々を迎えなかったことから、他の神々から疎外されてしまっている。
他、エレシュキガルは地上から冥界にやって来た死人を食べるために死者を呼び込むべくナムタルを度々地上に送っては、人間たちの間に60種類の病気を広めさせたという。また、この神話世界におけるエレシュキガルは、底無しの性欲を持つと言われている。

## ネルガルとエレシュキガル
エレシュキガルはその名が示す通り「冥界の女王」であったが、後代における女王としての権力はネルガルに引き継がれ、エレシュキガルは彼の配偶神としての側面が強く出るようになった。バビロニア神話（アッカド神話）でもエレシュキガルは同じ名前、同じ役割で登場し、ネルガルの妻と伝えられている。
以下に示す『ネルガルとエレシュキガル』は新アッシリア版とアマルナ版と言う2つの文書が知られ、エレシュキガルに代わり冥界がネルガルの領土となるまでの様子が情感たっぷりに描出されており、関連エピソード含め、内容としては似ているようで結末に至るまでの過程が少し異なる物語となっている。

### 新アッシリア版
あるときアヌは、カカという使者をエレシュキガルの元に遣わし、毎年恒例の宴会の席のご馳走を持ち帰るように伝えた。冥界と地上の神々はお互いの領域を行き来することを禁じられていたため、エレシュキガルではなくナムタルが地上を訪れる。しかし、はるばるやって来たナムタルを、戦と悪疫の神ネルガルが（おそらく外交的な問題に発展するほど）侮辱してしまった。知恵の神エアは問題解決のため、ネルガルを使者として冥界へ送ることに決め、この際、エアはネルガルに冥界でどのように過ごすべきか、などの助言を授けた。
最初こそエアの言葉に従うネルガルだったが、水浴びをするエレシュキガルの姿に魅せられ屈してしまい、エレシュキガルと情熱的に愛し合い6日間に渡る行為に及んだ。ところが、ネルガルは7日目の朝になると突然地上へ帰還。冥界との修好が済んだものと判断したためである。一方、エレシュキガルはネルガルに激しく惚れ込んでしまっており、冥界を去ったネルガルを思って嘆き悲しんだ。ナムタルは、ネルガルを再び冥界へ連れて来ることをエレシュキガルに提案する。
エレシュキガルは地上の3大神アヌ・エンリル・エアに「私は幼い頃ころから、少女のように遊ぶこと、子どもらしくふざけることを知りませんでした。私を孕ませたあの神が、再び私と寝るように、再び恋人として夜を過ごさせてください」と伝えさせた。更に、「もしネルガルを冥界へ寄こさなければ、冥界から死者を蘇らせ生者よりも多くしてやる」と脅しをかける。結果、ネルガルは再び冥界へと下ってエレシュキガルと夫婦になった。やがて2人は、医術の神ニンアズを授かった。
なお、この際ネルガルは武力で7つの門を破り、王座からエレシュキガルを引きずりおろしたという。乱暴なネルガルの行いを受けても、エレシュキガルは尚のこと「妻にしてほしい」とネルガルに涙を流して頼み込み、ネルガルもまたエレシュキガルの涙を拭いてその願いに応じたとされる。

### アマルナ版
ナムタルに対する不敬を働いたネルガルは、エレシュキガルの怒りを買うが、父エアから知恵と7組14柱の鬼神を従えて冥界の7つの門に2体ずつ配置し、自由に出入りできるようにした。更に、ナムタルの首を切って殺しエレシュキガルをも亡き者にしようと襲い掛かるが、泣いて助けを請うエレシュキガルはネルガルの妻となることで一命を取り留め、ネルガルは冥界の支配権を譲渡してもらう。

### もう1つの恋物語
この神話は、ネルガルとして新たな神格を宿し天界を拠点としたメスラムタエア（ネルガルの前身）が、再び冥界神としての属性を得るようになるまでの物語。こちらでも上記の2つと同様に、エレシュキガルはネルガルの破壊行為によって彼の妻となっている。
エレシュキガルは天界の宴席に使者ナムタルを送り込んだ。すると、ネルガルだけがナムタルに対して不遜な態度を取ったので、これに腹を立てたエレシュキガルは、ネルガルを冥界へ呼びつけた。しかし、逆にエレシュキガルはネルガルに心を奪われ、天界の神々を脅してネルガルを夫にしようとする。これに対しネルガルは、エアの教えで14の鬼神を引き連れて冥界へ攻め入り、暴力を以ってエレシュキガルを妻にした。

## 姉妹の確執
イシュタルの姉であるエレシュキガルは、イシュタルの代表的な神話『イシュタルの冥界下り』にも登場する。『イナンナの冥界下り』ではエレシュキガルは妊娠に苦しみ、その爪は銅の熊手のように、髪はニラネギのように乱れ体は全裸であったという。双方、話の流れはほぼ同じだが所々で差異が認められるため、かいつまんで比較しながら記述。

### イシュタルの冥界下り
イシュタルは夫ドゥムジを追って冥界へ赴くが、7つの門を過ぎる度に衣服を剥ぎ取られ、全裸となってエレシュキガルに捕えられる。そして女王の命令によってナムタルが60の病を浴びせ、イシュタルは身動きが取れなくなった。その頃地上では、性愛を司るイシュタルの留守によって動物も人間も繁殖活動をやめてしまい、不毛の地と化していた。状況を打開すべく、エアは人間を作ってエレシュキガルの元に遣わし彼女の機嫌を取ると、最終的にはイシュタルも衣服を取り戻しながら地上へ帰ることができた。

### イナンナの冥界下り
イナンナは自身の領土拡大のため、冥界を支配しようと思い立ち野望のまま冥界へ下る。エレシュキガルは怒り、冥界の掟に従ってイナンナが7つの門をくぐるたびに身ぐるみ剥がし、全裸となったイナンナを捕えたエレシュキガルは、イナンナに死の眼差しを向け殺害、その死骸を鉤に吊るした。エンキ（エア）の助力が功を奏しイナンナは息を吹き返したが、身代わりを用意しなければ冥界から帰れないというので、夫ドゥムジとその姉妹を交代で冥界に拘留することで、イナンナは地上へ帰ることができた。

### 7つの門の先
前述のように冥界へ行くには「7つの門」や「人食い河」を通らなければならないが、『冥界下り』の物語に河の話は一切出てこない。冥界はすなわち、深淵下にある城塞都市と考えられ、これは地上の人間世界も城壁に囲まれていたことが反映されたためとする説がある。